# Dyslalia wieloraka
Dyslalia wieloraka – zaburzenie mowy, odmiana dyslalii wyodrębniona ze względu na liczbę zniekształconych głosek.
Występuje ona w przypadku kiedy kilka lub kilkanaście fonemów jest wymawianych niezgodnie z zazwyczaj ustalonymi normami społecznymi. 
Wyróżnia się:
- dyslalię wieloraką prostą - charakteryzującą się wadliwą wymową fonemów w obrębie jednej strefy artykulacyjnej, zniekształceniu ulega jedna cecha dystynktywna fonemów (np. dźwięczność)
- dyslalię wieloraką złożoną - charakteryzującą się jednoczesnym zniekształceniem kilku cech dystynktywnych (np. brak dźwięczności, zamiana miejsca artykulacji)